# Jediismus
Jediismus [ˈdʒɛ.daɪ.ɪsmus]IPA je víra založená na filozofii rytířů Jedi, popsané ve filmech a literatuře sci-fi ságy Star Wars. Vyznavači této víry věří v „sílu“ (či „Sílu“), tedy energii, která vše sjednocuje a propojuje a všemu dává smysl.
Při sčítání lidu se v anglicky mluvících zemích  k jediismu přihlásilo kolem roku 2000 přibližně 500 000 lidí. V Česku i v jiných zemích světa se jediismus a Jedi stal populárním fenoménem a memem (zvláště pak internetovým memem).

## Náboženské motivy
Náboženské motivy v tomto sci-fi světě nezůstaly ani stranou pozornosti religionistů; například český portál Náboženský infoservis přinesl několik článků na toto téma.

### Rozdíl mezi jediismem a jediským realismem
Jediisté jsou lidé, kteří věří v Sílu a berou jediismus jako víru. Jediští realisté jsou naopak ti, kteří považují jediské učení za filosofii. Jediistické skupiny obvykle usilují o status náboženské organizace (a někde ho i získali), zatímco jediští realisté se obvykle prezentují a registrují jako neziskové nebo vzdělávací organizace. Příkladem dnes asi nejvlivnější jediistické náboženské organizace je Církev jediismu. Příkladem jediismu je také Chrám řádu Jedi, o kterém psal pro české publikum Pavol Kosnáč v Dingiru léta 2014.

## Jediismus v Česku
V ČR se roku 2011 k víře rytířů Jedi přihlásilo 15 070 obyvatel, převážná většina ovšem pouze z recese. V roce 2021 tento počet stoupl na více než 21 tisíc.
Fanoušci filmové ságy Star Wars sdružení kolem serveru CSWU.cz se sami za příznivce hnutí jediismu nepovažují a výsledky sčítání lidu v roce 2011 v Česku je znepokojily. Odmítají být spojováni jak s pokusy vytvořit skutečnou církev jediismu, tak s recesemi ve snaze zesměšnit náboženství obecně nebo tímto způsobem bojkotovat sčítání lidu.
Příznivci jediismu v Česku se sdružují do různých uskupení a frakcí, která mají často kompletně odlišné zájmy a cíle. Počet fundamentálních fanoušků filmu je tak, oproti počtu osob, které při sčítání lidu vepsaly do kolonky náboženská víra slovo „jediismus“ nebo „Jedi“, spíše menšinový. Lze to přisuzovat více faktorům, např. díky mnoha masivním mediálním kampaním na sociálních sítích, jiné elektronické komunikaci, televizních a internetových diskusích.
V roce 2012 bylo založeno Společenství Cesty síly. Podle členů společenství nejde o náboženství, ale o tzv. životní víru. Má asi 20 či 30 aktivních členů a jedná se o jedinou aktivní jediistickou skupinu v Česku. Podle religionisty Adama Baudiše je filosofie Společenství Cesty síly ovlivněna hnutím New Age, které se etablovalo v 70. a 80. letech a ovlivnilo i filmy Star Wars, vznikající v té době.